# Schütze (Familienname)
Schütze ist ein deutscher Familienname.

## Namensträger
- Albert Schütze (* 1934/1935), deutscher Fischereifunktionär
- Alfred Schütze (Journalist) (1852–1931), deutscher Handelsjournalist, Chefredakteur des Blattes Deutsche Presse
- Alfred Schütze (Maler) (1892–1969), deutscher Lithograf, Maler und Gebrauchsgrafiker
- Alfred Schütze (Pfarrer) (1903–1972), deutscher Pfarrer in der Christengemeinschaft, Essayist
- Andrea Schütze (* 1970), deutsche Psychologin und Kinderbuchautorin
- Andreas Schütze (* 1963), deutscher Verwaltungsjurist
- Andreas Schütze (Physiker) (* 1964/1965), deutscher Physiker und Hochschullehrer für Messtechnik
- Annette Schütze (* 1966), deutsche Politikerin, MdL (SPD)
- Bernd Schütze (* 1958), deutscher Jurist
- Bernhard Schütze, deutscher Politiker
- Brigitte Schütze (1934–2019), deutsche Politikerin (CDU)
- Christian Schütze (1927–2018), deutscher Journalist und Autor
- Christina Schütze (* 1983), deutsche Feldhockeyspielerin
- Diethard Schütze (* 1954), deutscher Politiker (CDU)
- Dietmar Schütze (* 1962), deutscher Fußballspieler
- Dirk Schütze (* 1967), deutscher Wasserballspieler
- Ekkehard Schütze (1908–1980), deutscher Chirurg
- Eustasius Friedrich Schütze (1688–1758), deutscher Theologe
- Eva Watson-Schütze (1867–1935), amerikanische Malerin und Fotografin
- Frank Schütze (* 1956), deutscher Ruderer
- Friedrich Schütze (Orgelbauer) (1808–??), deutscher Orgelbauer
- Friedrich Schütze (Schauspieler) (1891–1968), deutscher Schauspieler und Intendant
- Friedrich Schütze-Quest (1943–2016), deutscher Journalist und Featureautor
- Friedrich Wilhelm Schütze (Theologe) (1677–1739), deutscher Theologe
- Friedrich Wilhelm Schütze (Bankier) (1717–1794), deutscher Bankier
- Friedrich Wilhelm Schütze (Schriftsteller) (1807–1888), deutscher Musiklehrer und Musikschriftsteller
- Friedrich Wilhelm Schütze (Forstwirt) (1840–1880), deutscher Forstwirt und Chemiker
- Fritz Schütze (* 1944), deutscher Soziologe und Hochschullehrer
- Gerhard Schütze (1897–1951), deutscher Politiker (CDU)
- Gottfried Schütze (1719–1784), deutscher Pädagoge und Theologe
- Hans-Rudolf Schütze (1938–1984), deutscher Tiermediziner und Parasitologe
- Harald Schütze (1948–2016), deutscher Fußballspieler
- Heinrich Schütze (1793–??), Beamter und Dichter
- Helmut Schütze (* 1939), deutscher Entomologe
- Henry Schütze (* 1955), deutscher Politiker, Oberbürgermeister von Bernburg
- Hinrich Schütze, deutscher Computerlinguist, Direktor des Centrums für Informations- und Sprachverarbeitung an der Ludwig-Maximilians-Universität München
- Horst Schütze (* 1927), deutscher Politiker (SED)
- Ilse Schütze-Schur (1868–1923), deutsche Malerin, Grafikerin und Kunstlehrerin
- Johann Christoph Schütze (1687–1765), Baumeister, Bildhauer und Maler
- Johann Friedrich Schütze (1758–1810), deutscher Schriftsteller
- Johann Wilhelm Schütze (1807–1878), deutscher Maler und Hochschullehrer
- Johannes Schütze (1911–nach 1972), deutscher Politiker (NDPD)
- Jörg Schütze (1946–2020), deutscher Musiker und Bassist
- Jürgen Schütze (1951–2000), deutscher Radsportler
- Karl Heinrich Ferdinand Schütze (1778–1860), deutscher Kaufmann, Rittergutsbesitzer und Politiker
- Karsten Schütze (* 1966), deutscher Politiker (SPD), Oberbürgermeister von Markkleeberg
- Kurt Schütze (1902–1971), deutscher Maler
- Lars Schütze (* 1974), deutscher Polizist und Politiker (AfD)
- Lisa Schütze (* 1996), deutsche Hockeyspielerin
- Ludwig Schütze (Künstler) (um 1807–nach 1840), österreichischer Zeichner und Kupferstecher
- Ludwig Schütze (1934–2012), deutscher Schauspieler und Hörspielsprecher
- Manfred Schütze (Schachspieler) (* 1941), deutscher Fernschachspieler
- Manfred Schütze (Fußballspieler) (* 1943), deutscher Fußballspieler
- Martina Schütze (* 1975), deutsch-schweizerische Schauspielerin
- Maximilian Schütze (* 1998), deutscher Handballspieler
- Melanie Schütze (* 1981), deutsche Filmeditorin
- Nikolaus Schütze (1600–1671), deutscher Rechtswissenschaftler, Hochschullehrer und Rektor
- Paul Schütze (Widerstandskämpfer) (1891–1944), deutscher Widerstandskämpfer gegen den Nationalsozialismus
- Peter Schütze (* 1948), deutscher Autor, Literaturwissenschaftler, Dramaturg und Rezitator
- Sebastian Schütze (* 1961), deutscher Kunsthistoriker und Hochschullehrer
- Siegfried Schütze (* 1940), deutscher Maler und Grafiker
- Silke Schütze (* 1961), deutsche Journalistin und Autorin
- Stephan Schütze (1771–1839), deutscher Schriftsteller
- Stephanie Schütze (* 1970), deutsche Kultur- und Sozialanthropologin und Altamerikanistin
- Theodor Schütze (1900–1986), deutscher Heimatforscher, Lehrer und Schriftsteller
- Theodor Reinhold Schütze (1827–1897), deutscher Rechtswissenschaftler
- Thomas Schütze († 1573), deutscher Politiker, Bürgermeister von Wernigerode
- Uta-Maria Schütze (* 1944), deutsche Schauspielerin
- Viktor Schütze (1906–1950), deutscher Marineoffizier
- Walter Schütze (1906–2004), deutscher Maschinenbaumechaniker und Hochschullehrer
- Wilhelm Schütze (1807/1814–1878), deutscher Maler und Hochschullehrer, siehe Johann Wilhelm Schütze
- Wilhelm Schütze (Musiker) (1832–1895), deutscher Musiker, Komponist und Pädagoge
- Wilhelm Schütze (Maler, 1840) (1840–1898), deutscher Maler
- Yvonne Schütze (1940–2022), deutsche Soziologin